# Grupo do Leão
El Grupo do Leão, en español el Grupo del León, fue un tertulia de artistas portugueses que se reunía en la Cervejaria Leão de Ouro en Lisboa, entre 1881 y 1889.
El grupo contaba con artistas jóvenes que llegaron a destacar como Silva Porto, José Malhoa, los hermanos Rafael y Columbano Bordalo Pinheiro o Josefa Garcia Greno, siendo los responsables de la promoción y éxito de la pintura del naturalismo en Portugal.
En 1885 el Grupo do Leão fue inmortalizado en un óleo sobre lienzo con el mismo nombre, del pintor Columbano Bordalo Pinheiro.

## Historia
El Grupo do Leão estaba formado por artistas que se conocieron en la Cervejaria Leão de Ouro de Lisboa, promovidos tras su regreso de París por el pintor y profesor de la Escuela de Bellas Artes de Lisboa Silva Porto. Silva reunió a amigos, admiradores y discípulos, y fue el responsable de organizar varias exposiciones, que contribuyeron al éxito de la pintura del naturalismo en Portugal.
Las ocho exposiciones realizadas fueron destacables y muy visitadas, e incluso el rey Fernando II de Portugal adquirió obras del grupo. El grupo rompió con el panorama artístico de la época. Ejecutaron pequeñas obras con temas cotidianos, prestando especial atención a la vida en el campo, en escenas llenas de luz y con gran libertad de representación. El grupo se convirtió en una especie de "vanguardia", considerándose moderno, como se reflejó en la "Exposición de Cuadros Modernos". Los miembros del grupo se veían a sí mismos como realistas. En 1885 los integrantes del grupo propusieron decorar la cervecería con pinturas naturalistas, lo que contribuyó a la popularización del nuevo estilo y del propio establecimiento. La actividad del grupo se mantuvo regular hasta 1888, año de la última exposición.

## Miembros del Grupo do Leão
- Abel Botelho (1854-1917), escritor
- Alberto de Oliveira (1861-1922), escritor
- António da Silva Porto (1850-1893), pintor
- António Ramalho (1859-1916), pintor
- Bulhão Pato (1829-1912), poeta
- Cesário Verde (1855-1886), poeta
- Cipriano Martins (? -1866), pintor
- Columbano Bordalo Pinheiro (1857-1929), pintor
- Emídio de Brito, escritor
- Fialho de Almeida (1857-1911), escritor
- Henrique Pinto (1853-1912), pintor
- João Anastácio Rosa (1812-1884), actor y escultor
- João Vaz (1859-1931), pintor
- João Ribeiro Cristino da Silva (1858-1948), pintor
- José Malhoa (1855-1933), pintor
- José Rodrigues Vieira (1856-1898), escultor
- Josefa Garcia Greno (1850-1902), pintora
- Leandro Braga (1839-1897), tallador de madera
- Maria Augusta Bordalo Pinheiro (1841-1915), pintora, decoradora y encajera
- Mariano Pina (1860-1899), escritor
- Monteiro Ramalho (1862-1949), escritor
- Moura Girão (1840-1916), pintor
- Rafael Bordalo Pinheiro (1846-1905), caricaturista[4]

## "O Grupo do Leão" retratado por Columbano Bordalo Pinheiro

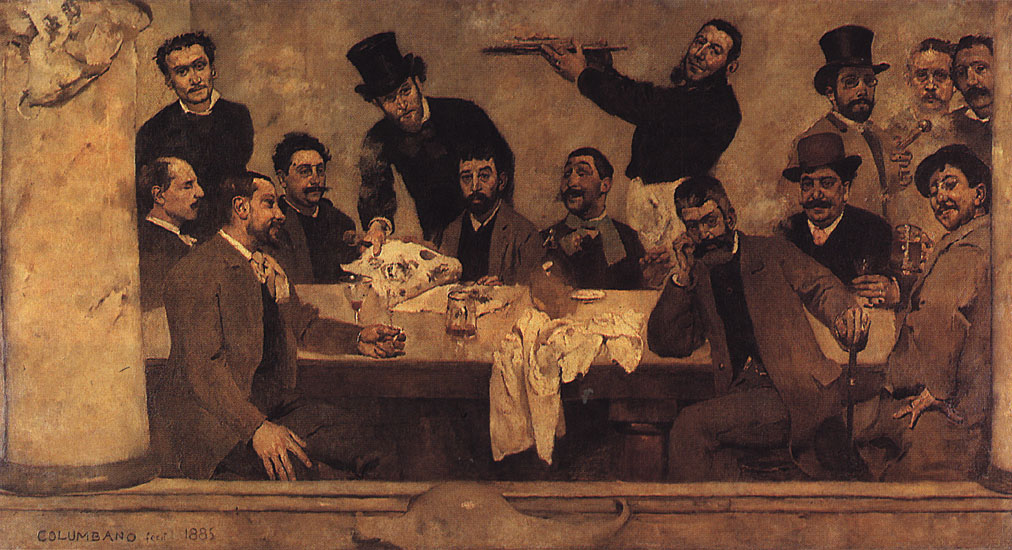
"O Grupo do Leão", 1885, óleo sobre tela de Columbano Bordalo Pinheiro, 200 cm x 380 cm, Museu do Chiado, Lisboa

En 1885, el Grupo do Leão fue inmortalizado en un óleo sobre lienzo por el pintor Columbano Bordalo Pinheiro. Con unas medidas de 200 cm de alto y 380 cm cm de ancho, la obra pasó a formar de la colección del Museu do Chiado de Lisboa. En el cuadro fueron representados (de izquierda a derecha):
Henrique Pinto, sentado; Ribeiro Cristino; José Malhoa; João Vaz; Alberto de Oliveira; Silva Porto, en el centro, en el lugar del director del colegio; António Ramalho; Manuel Fidalgo, el camarero; Moura Girão; Rafael Bordalo Pinheiro, justo debajo de su hermano; Columbano, con sombrero de copa; António Monteiro, propietario de la cervecería; Cipriano Martins y, sentado con la mano en la cintura, Rodrigues Vieira.